# Луций Корнелий Лентул (консул 130 пр.н.е.)
Вижте пояснителната страница за други личности с името Луций Корнелий Лентул.
Луций Корнелий Лентул (на латински: Lucius Cornelius Lentulus; † 130 пр.н.е.) e политик на Римската република през 2 век пр.н.е.
Лентул произлиза от клон Лентули на фамилията Корнелии. През 130 пр.н.е. е избран за консул заедно с Марк Перперна. По време на службата си той умира и негов заместник става Апий Клавдий Пулхер като суфектконсул.